# 바보는 감기에 걸리지 않는다
바보는 감기에 걸리지 않는다(일본어: 馬鹿は風邪を引かない)는 일본의 속담 중 하나이다. "바보"라고 불리는 사람의 둔감함을 "감기에 걸려도 그 증상을 자각하지 못할 정도"라고 비유한 것이지만, 글자 그대로 "바보는 감기에 걸리지 않는다"라는 의미로 자주 사용된다. 도시전설의 하나로 여겨지기도 한다. "어리석은 자는 감기에 걸리지 않는다" "어리석은 자 감기 안 걸린다"라고도 한다.

## 역사
속담이나 말장난은 예전에는 서민들 사이의 구전 정도였던 것이 에도 시대 후기의 문화, 문정 시대에 인쇄 기술이 확립되면서 인쇄물로 활발히 세상에 퍼지게 되었다. 이러한 점에서 일본어학자 하기와라 요시오는 "바보는 감기에 걸리지 않는다"도 그 무렵에 일반적으로 인식되었을 가능성이 높다는 견해를 밝혔다.
한편 1787년의 서적 《비유집》(譬喩尽)에 "아호카제히카즈(信天翁凮不引, 어리석은 자 감기 안 걸림)"이라는 구절이 있는 것으로 보아, 속담 연구가 기타무라 고이치는 이 시대에 이미 비슷한 표현이 있었다고 보고 있다. 그밖에도 에도 시대의 고서에는, 아카쓰키 가네나루가 쓴 덴포 시대의 서적 《가오즈쿠시오토시바나시》(顔尽し落噺, 얼굴 모음 우스개 이야기)에 "세간에서 어리석은 자는 감기에 걸리지 않는다고 하는 것이니..."라는 기술도 보인다.

## 의미
속담으로서의 "바보는 감기에 걸리지 않는다"의 의미는, 실제로 바보가 감기에 걸리지 않는다는 뜻이 아니라, 서두에서 말한 대로 "바보는 둔감하기 때문에 겨울에 감기에 걸려도 알아채지 못하고, 여름이 되어서야 겨우 깨닫는다" 또는 "감기에 걸려도 알아채지 못할 정도로 우둔하다"로 해석된다.
하지만 일상 대화에서는 글자 그대로 "바보는 감기에 걸리지 않는다"라는 의미로, 주변에서 감기에 걸리지 않는 사람에 대해 "바보는 감기에 걸리지 않는다", 감기에 걸린 사람에 대해 "바보는 감기에 걸리지 않아야 하는데" 등으로 자주 농담처럼 사용된다. 또한 감기에 자주 걸리는 사람이 감기에 잘 걸리지 않는 사람에 대해 느끼는 일종의 질투나 부러움이라는 의견도 있다.
유사한 표현으로 "여름 감기는 바보가 걸린다"(夏風邪は馬鹿が引く)라는 속담이 있는데, 앞서 말한 "겨울에 걸린 감기를 여름에 깨닫는다"에서 비롯된 것이다. 이 역시 글자 그대로 "여름 감기에 걸리는 자는 바보"라는 의미가 나중에 덧붙여졌다.
또한 "어리석은 자는 감기에 걸리지 않는다"의 의미는 "어리석은 자는 아무 생각 없이 느긋하게 생활하기 때문에 건강을 해치는 일이 없다", "어리석은 자는 대체로 태평하고 신경을 쓸 일도 없기 때문에 감기에 걸릴 리가 없다", "어리석은 자는 걱정거리가 없어서 몸이 건강하다" 등으로 여겨진다. 신경질적인 사람은 대체로 몸이 약하고 감기에 걸리기 쉽다는 생각에서, 반대로 "어리석은 자는..."이라고 말한다는 설도 있다. 이 "어리석은 자는..."도 세간에서 "감기에 걸린 것은 어리석지 않다는 증거"라는 식으로 사용되기도 한다.

## 학술적 해석
실제로 "바보"라고 불리는 사람이 감기에 걸리지 않거나, 또는 걸리기 어려운지에 대해 학술적 분석도 다양한 방향에서 이루어지고 있다.
의학적으로는, 바보와는 의미가 다소 다르지만, 스트레스는 인간의 면역 기능과 관련이 있으며, 강한 스트레스는 비타민과 칼슘의 소비로 이어져 감염병에 걸리는 원인이 될 수 있다는 점에서, 이 속담을 스트레스와 연관 지어 분석하는 견해가 있다.
신경질적인 유형의 사람은 걱정을 하거나 짜증을 내는 일이 많아 스트레스가 증가하면서 면역 기능이 저하되기 쉽다. 이에 비해 느긋한 성격으로 깊이 생각하지 않는 유형의 사람은 이러한 스트레스로 인한 면역 기능 저하를 피할 수 있고, 설령 병원체가 체내에 침입하더라도 충분한 면역 기능으로 병원체를 물리칠 가능성이 높다는 것이다. 이렇게 "스트레스를 느끼기 어려운 사람"을 "바보"로 간주하는 것은 다소 거친 해석이긴 하지만, "바보는 감기에 걸리지 않는다"는 결코 근거 없는 미신이라고만은 할 수 없다는 의견도 있다.
그 밖에도 스트레스 대처 능력이 높은 사람은 일종의 둔감함이 있어 스트레스를 스트레스로 느끼지 않고 받아넘길 수 있기 때문에, 이러한 둔감함이 건강에 도움이 된다는 설이나, 지능이 낮은 사람은 신체 전체의 반응이 둔하기 때문에 병원체에 대한 질병 반응이 일어나기 어렵다는 설도 있다.

## 참고문헌
- 菊地正憲 (2005년 2월 7일). “伝説85 ばかは風邪をひかない（都市伝説探偵団）”. 《AERA》 (朝日新聞社) 18 (7).  NCID AN10033069.
- 並木伸一郎 (2015년 3월 10일). 《こわ〜いウワサ話と都市伝説》. 学研ミステリー百科プラス. 学研プラス. ISBN 978-4-05-204162-4.
- 友清哲 (2012년 9월 20일).  柿崎隆他, 편집. 《R25 カラダの都市伝説》. 宝島SUGOI文庫. 大高功他監修. 宝島社. ISBN 978-4-8002-0055-6.
- 尚学図書, 편집. (1982년 2월 22일). 《故事・俗信ことわざ大辞典》. 小学館. ISBN 978-4-09-501101-1.
- 西谷裕子, 편집. (2009년 9월 25일). 《暮らしの健康ことわざ辞典》. 東京堂出版. ISBN 978-4-490-10765-4.
- 前田勇, 편집. (1964년 4월 20일). 《近世上方語辞典》. 東京堂出版.